# Südwesterlied

Abzeichen des Deutschen Pfadfinderbundes Namibia mit schematischer Darstellung des dornigen Akazienholzes im Dreieckssymbol

Das Südwesterlied (oder auch Hart wie Kameldornholz) ist ein ursprünglich für die Deutschen Pfadfinder von Südwestafrika geschriebenes Lied. Aufgrund seiner großen Beliebtheit wurde es zur gruppenspezifischen Hymne der Deutschnamibier.

## Entstehung
1935 wurde in der früheren Kolonie Deutsch-Südwestafrika, die zu der Zeit, als Südwestafrika unter Mandatsverwaltung durch die Südafrikanische Union stand, der Pfadfinderbund „Deutsche Pfadfinder von Südwestafrika“ neu gegründet. Der Vorgänger hatte sich mit der Hitlerjugend vereinigt und wurde daraufhin verboten.
Das Südwesterlied wurde 1937 von Heinz Anton Klein-Werner (1912–1981), der zwei Jahre zuvor nach Südwestafrika eingewandert war, als Wanderlied für die Tsumeber Pfadfinder geschrieben und dient bis heute als Hymne des Deutschen Pfadfinderbund Namibia. Klein-Werner lebte zu dieser Zeit in Maltahöhe.
Die Melodie des Refrains entstammt dem Luiska-Lied, das im Zweiten Weltkrieg mit anderem Text als Panzerlied bekannt wurde.

## Inhalt

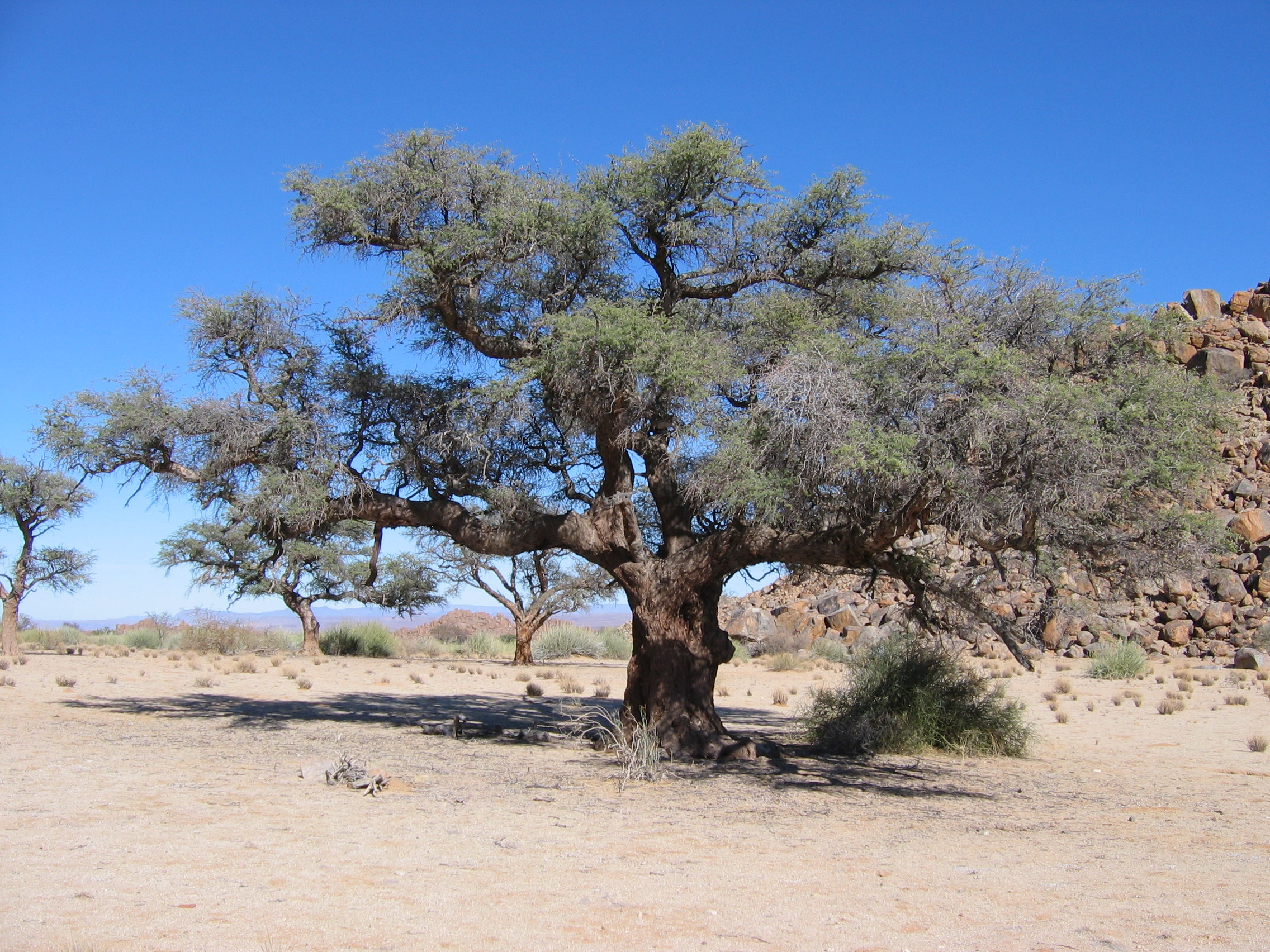
Der Kameldornbaum wird im Südwesterlied als Symbol Deutsch-Südwestafrikas dargestellt.

Der Liedtext umfasst drei vierzeilige Strophen sowie einen vierzeiligen Refrain, der nach jeder Strophe gesungen wird.
In der ersten Strophe wird die ehemalige Kolonie Deutsch-Südwestafrika als „hart wie Kameldornholz“ beschrieben. Das harte, feste Holz des Kameldornbaums charakterisiert das Leben in den Wüsten im Südwesten Afrikas. Die Landschaft des ehemaligen Südwestafrikas wird des Weiteren durch seine trockenen Riviere beschrieben. Auch die für die Landschaft in Namibia typischen Wörter „Klippen“ und „Busch“ werden aufgegriffen.
Die zweite Strophe ist in der Wir-Form geschrieben. Das lyrische Ich sagt, dass es das Land trotz aller Schwierigkeiten liebe („Trotz allem, wir lassen dich nicht“). Begründet wird diese Liebe damit, dass die Sonne, die in der Wüstenlandschaft Namibias sehr häufig scheint, die „Sorgen überstrahlt“.
Die dritte Strophe ist in der Du-Form geschrieben. Es wird beschrieben, dass jeder, der das Land einmal betritt und dem „die Sonne ins Herz […] gebrannt“ hat, Südwestafrika nicht mehr verlassen möchte.
Der Refrain bekräftigt die Aussage des Liedes, dass „die Bewohner“ Südwestafrikas „ihr“ Land trotz der schweren Lebensumstände lieben, mit den Worten „Wir lieben Südwest“. Der Refrain nach der dritten Strophe wechselt ebenfalls zur Du-Form: „Du könntest nur sagen: Ich liebe Südwest!“

## Rezeption
Das Südwesterlied kann als „Kulturhymne“ gelten. Auch wenn das Lied für die Deutschen in Südwestafrika geschrieben wurde, fehlen Bezüge zum Staat Deutschland. Im Südwesterlied wird auf die Kultur der Deutschen Bezug genommen, nicht aber auf einen Staat, weshalb hier ein „Kulturpatriotismus“ unterstellt werden kann. Dieser Identität stiftende Ansatz ist der Ersatz für die Nähe zur Herkunft, die den deutschen Bewohnern Südwestafrikas fehlt. Deshalb erfolgt die Abgrenzung vom Herkunftsland Deutschland und die eigene kulturelle Identität rückt in den Vordergrund. Der Name der ehemaligen Kolonie war „Deutsch-Südwestafrika“. Im Südwesterlied wird auch hier die Bezeichnung „deutsch“ herausgelassen. Stattdessen heißt es im Refrain nur: „Wir lieben Südwest!“
Im Refrain findet sich noch ein weiteres Indiz für die Abspaltung von den Deutschen im Herkunftsland. Auf die mögliche Frage „Was hält euch denn hier fest?“ folgt keine Antwort, sondern nur das Bekenntnis „Wir lieben Südwest!“ Eine Erklärung dafür liefert die dritte Strophe. Darin wird gesagt, dass sich die Liebe zu Südwest nicht objektiv erklären lässt. Ein Außenstehender könne diese Liebe nur dann begreifen, wenn er selbst nach Südwest reist.
Seit der Unabhängigkeit Namibias im Jahr 1990 wird das Lied vor allem zu Veranstaltungen der Pfadfinder und im privaten Rahmen gesungen. Zu öffentlichen Anlässen wird es nur noch selten gespielt, so zum Beispiel im Rahmen der Deutschland-Tournee des Swakopmunder Männergesangsvereins zu dessen 110-jährigem Bestehen. Ebenso sang Heino, der das Lied schon in seiner Doppel-LP Die schönsten deutschen Heimat- und Vaterlandslieder (1980) aufgenommen hatte, dieses Lied erneut bei seinen Auftritten in Namibia zwischen 2013 und 2017. Aufgenommen wurde das Lied u. a. auch durch den südafrikanischen Sänger Gé Korsten.